# Bucht von Hatarairun Ulun
Die Bucht von Hatarairun Ulun liegt an der Straße von Wetar, an der Nordküste der Insel Timor. Die Bucht befindet sich in der osttimoresischen Gemeinde Dili, östlich der gleichnamigen Landeshauptstadt.

## Geographie
Die Bucht von Hatarairun Ulun liegt zwischen dem Kap Ponta Hatomanulaho im Westen und der Mündung des Lobain und dem Ort Metinaro im Osten. Die Bucht gehört zum Suco Sabuli (Verwaltungsamt Metinaro). Entlang dem Ufer der Bucht erstreckt sich ein kleiner Mangrovenwald.